# Swing (magazine)
 (juillet 2015).
Si vous disposez d'ouvrages ou d'articles de référence ou si vous connaissez des sites web de qualité traitant du thème abordé ici, merci de compléter l'article en donnant les références utiles à sa vérifiabilité et en les liant à la section « Notes et références ».
Pour les articles homonymes, voir Swing.
Swing est un magazine et un site internet d'annonces libertines en France, réservé aux adultes, fondé en 1973 par Jean-Pierre Fiore.
À la suite du décès de son fondateur, le magazine a été repris par le Groupe Telsev (dirigé par Pascal Morvillez) en 2008. Son siège se trouve à Marne-la-Vallée, dans le département de Seine-et-Marne.
Le magazine et le site internet ont pour but de faciliter la mise relation des libertins de toute la France, par le biais de services mis à leur disposition.

## Le magazine Swing
Créé en 1973, le magazine Swing regroupe des annonces libertines sur l'ensemble de la France. Les lecteurs du magazine peuvent entrer en contact directement avec les annonceurs par téléphone, courriel ou courrier postal. Chaque magazine est accompagné d'un DVD.

## Le site internet Swingeurope.com
Swingeurope.com est un site gratuit destiné à tous les adultes souhaitant faire des rencontres libertines. Les membres peuvent se contacter directement par téléphone, messages ou se retrouver sur le salon webcam.